# Quốc Khánh (xã)
Quốc Khánh là một xã thuộc tỉnh Lạng Sơn, Việt Nam.
Xã Quốc Khánh có diện tích 68,73 km², dân số năm 1999 là 5.941 người, mật độ dân số đạt 86 người/km².
Theo thống kê năm 2019, xã Quốc Khánh có diện tích 68,73 km², dân số là 5.992 người, mật độ dân số đạt 87 người/km².